# Xuanwei
Xuanwei, tidigare stavat Süanwei, är en stad på häradsnivå som lyder under Qujings stad på prefekturnivå i Yunnan-provinsen i sydvästra Kina.